# Bevetési Irány
A Bevetési Irány a Magyar Honvédség évente egyszer megrendezett, szárazföldi és légi fegyvernemekkel végrehajtott hadgyakorlata. Célja az egy év során megszerzett harcászati és vezetési tapasztalatok átadása, a fegyvernemek együttműködésének gyakorlása és javítása, az új eszközök bemutatása és műveleti próbája, a műszaki eszközök és legénység éles helyzetbeni vizsgáztatása.

## Bevetési Irány 2005
A Bevetési Irány 2005 a Magyar Honvédség első ilyen célú hadgyakorlata. Helyéül a MH Bakonyi Harckiképző Központot jelölték ki, 2005. szeptember 5-étől október elejéig tartott, amelyen közel 1500 katona, mintegy 300 gép- és harcjármű, továbbá 17 különböző repülőeszköz vett részt. A gyakorlat szeptember 15-i nyílt napján a politikusoknak, a döntéshozó szervek vezetőinek és a civil érdeklődőknek is bemutatták, hogy miként tudnak együttműködni a haderőnemek, a törzsek és a csapatok az ország védelme, a NATO-t ért támadás, vagy a béke-kikényszerítés és békefenntartás során. A gyakorlaton részt vettek UNIMOG tehergépkocsikra szerelt Igla, Mistral légvédelmi rakéták, FUG harcjárműre telepített Konkursz páncéltörő rakéták, D–20-as ágyútarackok (települt: 3 db motorkerékpár, 42 db terepjáró személygépkocsi, 59 db terepjáró tehergépkocsi, 41 db különleges gépjármű, 39 db vontatmány, 2 D–20 ágyútarack , 61 páncélozott szállító harcjármű, 9 db harckocsi, 5 db páncélos műszaki eszköz, 12 db légvédelmi eszköz, 7 db szállító helikopter, 4 db harci helikopter, 2 db közepes szállító repülőgép, 2 db MiG–29-es repülőgép, 2 db L–39 Albatros repülőgép).
A gyakorlat több szempontból is fontos volt. Így egyrészt a haderő-átalakítás már lezajlott ütemei, és az új kiképzési rendszer bevezetése után először tesztelhetik, milyen készültségi szintet értek el az alakulatok. Az új képességek miként illeszkedtek be a rendszerbe. Ilyen fontos cél még, hogy a honvédelem szempontjából meghatározó állami és katonai vezetésnek, az együttműködő szervezeteknek, valamint a széles nyilvánosságnak bemutassák a Magyar Honvédség képességeit az országvédelem, a humanitárius segítségnyújtás, valamint a külföldi szerepvállalás területén.